# The Craven Heart
The Craven Heart est un film muet américain réalisé par Francis Boggs et sorti en 1911.

## Fiche technique
- Réalisation : Francis Boggs
- Scénario : Francis Boggs
- Production : William Selig
- Date de sortie : États-Unis : 6 juillet 1911

## Distribution
- Roy Watson
- Herbert Rawlinson
- Frank Clark
- George Hernandez
- Iva Shepard
- Anna Dodge
- Eugenie Besserer